# Algona, Iowa
Algona là một thành phố thuộc quận Kossuth, tiểu bang Iowa, Hoa Kỳ. Năm 2010, dân số của thành phố này là 5560 người.

## Dân số
Dân số qua các năm:
- Năm 2000: 5741 người.
- Năm 2010: 5560 người.